# Comunità ebraica di Portobuffolé
La Comunità ebraica di Portobuffolé fu un piccolo insediamento israelitico esistito nella cittadina trevigiana di Portobuffolé tra la metà del Quattrocento e gli inizi Seicento.
Le testimonianze storiche pervenuteci sono assai scarse e frammentarie e in effetti la documentazione relativa alla Comunità è stata individuata casualmente negli archivi di altre località.

## Storia
Minuscolo centro fortificato al confine con il Friuli, Portobuffolé ebbe in passato una notevole importanza come località di scambi commerciali tra la terraferma e Venezia. Il suo porto sulla Livenza riceveva dalla Laguna merci quali il sale, mentre verso la capitale partivano soprattutto prodotti agricoli. 
Non è un caso, dunque, se sin dal 1464 è provata la presenza di un banco di prestito gestito da un piccolo gruppo di ebrei. Da alcuni documenti, inoltre, emerge uno stretto rapporto con la Comunità ebraica di Conegliano che fa presumere una parentela o, perlomeno, interessi comuni tra i prestatori delle due città.
La Comunità di Portobuffolé è nota per una tragica vicenda avvenuta nel 1480. In prossimità della Pasqua di quell'anno alcuni abitanti della cittadina denunciarono alle autorità la scomparsa di un tale Sebastiano, fanciullo lombardo che, a detta loro, era passato di là qualche giorno prima. Si parlò subito di rapimento e del delitto vennero accusati gli ebrei. Processati e torturati prima a Portobuffolé e poi a Venezia, il 5 luglio successivo tre di loro, Giacobbe da Colonia, Mosè e il rabbino Servadio furono condannati al rogo; la sentenza fu eseguita due giorni dopo, come di consueto, tra le colonne di piazza San Marco. Quanto agli altri imputati, uno si impiccò in prigione, cinque furono incarcerati e quindi banditi in perpetuo, uno fuggì all'estero: tutti e dieci i maschi adulti della Comunità erano stati esiliati o giustiziati sicché per alcuni anni non si ravvisa alcuna presenza ebraica a Portobuffolé.
Di questo evento resterebbe memoria in un'iscrizione collocata a Venezia nel campo del Ghetto Novo, recante, in lingua ebraica, il versetto 10 del salmo 32: «Molti sono i dolori per il malvagio, ma chi ha fede in D-o la bontà lo circonda». Lo avrebbe scolpito il chazzan di Portobuffolé ricordando l'ultimo dialogo con uno dei condannati a morte. Non è chiaro però come e quando la lapide sia arrivata a Venezia.
Di una nuova presenza ebraica si ritrova testimonianza già dal 1494. Nel 1509 le autorità cittadine sentenziarono che i prestatori israeliti, tornati in piena attività, non avrebbero più potuto risiedere in città e nel distretto al termine della loro licenza, poiché avevano ridotto in miseria i suoi abitanti con "diverse loro astuzie e sagacità". Ciononostante, nel 1533 e nel 1550 sono citati due banchieri, nel 1569 è menzionata una nuova condotta e nel 1580 fu permessa la riapertura di un banco. Un'ulteriore condotta è ricordata nel 1591.
L'attività, pur in forte declino dalla metà del Cinquecento, continuò almeno fino all'inizio del Seicento. Gli ultimi riferimenti circa una presenza israelita a Portobuffolé risalgono al 1607 e riguardano la gestione di un banco da parte della famiglia Luzzato che, tuttavia, risiedeva a Oderzo.
Secondo una tradizione, il Duomo di San Marco, parrocchiale di Portobuffolé, sarebbe stato ricavato dalla sinagoga della Comunità attorno al XV secolo. La diceria non sembra verosimile: a causa delle restrizioni cui erano sottoposti, gli ebrei non potevano permettersi un edificio di culto a sé stante e di grandi dimensioni, ma erano costretti ad allestirlo nella stanza di una casa privata; inoltre, sino al 1559 la chiesa era intitolata anche a San Prosdocimo, il che la fa ritenere erede di un'antica cappella di San Prosdocimo di cui si ha notizia sin dal 1296.